# Fresko
Fresko – gra planszowa z gatunku eurogier wydana w 2010 roku przez Queen Games. Gra była nominowana do nagrody Spiel des Jahres, została laureatem Deutscher Spiele Preis.
Tematem gry jest odnowa renesansowego fresku znajdującego się na suficie katedry. Na wezwanie biskupa do miasta zjeżdżają wybitni renowatorzy, z których każdy chce udowodnić swoją wyższość nad pozostałymi.

## Nagrody
- Deutscher Spiele Preis 2010 – wygrana
- Spiel des Jahres 2010 – nominacja
- Graf Ludo 2010 – wygrana[1]
- Pfefferkuchel 2010 – wygrana[2]
- Nederlandse Spellenprijs 2010 – nominacja[3]
- International Gamers Award 2010 – nominacja[4]
- Gouden Ludo 2010 – nominacja[5]
- Premio Juego del Año 2010 – nominacja[6]